# Gran Premi de Bèlgica del 2000
Resultats del Gran Premi de Bèlgica de Fórmula 1 de la temporada 2000 disputat al circuit de Spa Francorchamps el 27 d'agost del 2000.

## Resultats
| Pos | No | Pilot                 | Equip                  | Voltes | Temps/ Retirada         | Pos. de sortida | Punts |
| --- | -- | --------------------- | ---------------------- | ------ | ----------------------- | --------------- | ----- |
| 1   | 1  | Mika Häkkinen         | McLaren - Mercedes     | 44     | 1h 28' 14. 494          | 1               | 10    |
| 2   | 3  | Michael Schumacher    | Ferrari                | 44     | + 1.104 s               | 4               | 6     |
| 3   | 9  | Ralf Schumacher       | Williams - BMW         | 44     | + 38.096 s              | 6               | 4     |
| 4   | 2  | David Coulthard       | McLaren - Mercedes     | 44     | + 43.281 s              | 5               | 3     |
| 5   | 10 | Jenson Button         | Williams - BMW         | 44     | + 49.914 s              | 3               | 2     |
| 6   | 5  | Heinz-Harald Frentzen | Jordan - Mugen - Honda | 44     | + 55.984 s              | 8               | 1     |
| 7   | 22 | Jacques Villeneuve    | BAR - Honda            | 44     | + 1' 12.380 min.        | 7               |       |
| 8   | 8  | Johnny Herbert        | Jaguar - Cosworth      | 44     | + 1' 27.808 min.        | 9               |       |
| 9   | 17 | Mika Salo             | Sauber - Petronas      | 44     | + 1' 28.670 min.        | 18              |       |
| 10  | 7  | Eddie Irvine          | Jaguar - Cosworth      | 44     | + 1' 31.555 min.        | 12              |       |
| 11  | 16 | Pedro Diniz           | Sauber - Petronas      | 44     | + 1' 34.123 min.        | 15              |       |
| 12  | 23 | Ricardo Zonta         | BAR - Honda            | 43     | + 1 Volta               | 13              |       |
| 13  | 12 | Alexander Wurz        | Benetton - Playlife    | 43     | + 1 Volta               | 19              |       |
| 14  | 20 | Marc Gené             | Minardi - Fondmetal    | 43     | + 1 Volta               | 21              |       |
| 15  | 19 | Jos Verstappen        | Arrows - Supertec      | 43     | + 1 Volta               | 20              |       |
| 16  | 18 | Pedro de la Rosa      | Arrows - Supertec      | 42     | + 2 Voltes              | 16              |       |
| 17  | 21 | Gaston Mazzacane      | Minardi - Fondmetal    | 42     | + 2 Voltes              | 22              |       |
| Ret | 4  | Rubens Barrichello    | Ferrari                | 32     | Pressió del combustible | 10              |       |
| Ret | 14 | Jean Alesi            | Prost - Peugeot        | 32     | Pressió del combustible | 17              |       |
| Ret | 15 | Nick Heidfeld         | Prost - Peugeot        | 12     | Motor                   | 14              |       |
| Ret | 11 | Giancarlo Fisichella  | Benetton - Playlife    | 8      | Part elèctrica          | 11              |       |
| Ret | 6  | Jarno Trulli          | Jordan - Mugen - Honda | 4      | Col·lisió               | 2               |       |

## Altres
- Pole: Mika Häkkinen 1' 50. 646

- Volta ràpida: Rubens Barrichello 1' 53. 803 (a la volta 30)